# Sciastes extremus
Sciastes extremus là một loài nhện trong họ Linyphiidae.
Loài này thuộc chi Sciastes. Sciastes extremus được Herman Theodor Holm miêu tả năm 1967.